# Grumman A-6 Intruder
Pour les articles homonymes, voir A6.
Le Grumman A-6 Intruder est un avion d'attaque au sol américain embarqué à bord de porte-avions, mis en service au début des années 1960. Largement utilisé pendant la guerre du Viêt Nam, il est capable d'emporter une lourde charge sur une grande distance et de frapper avec précision de jour comme de nuit, quelles que soient les conditions météorologiques. Il a été conçu pour remplacer le Douglas A-1 Skyraider. En plus des munitions conventionnelles, l'A-6 peut être équipé d'armes nucléaires qu'il doit lancer en utilisant la technique du bombardement par mise en cabré, ou toss bombing (en) en anglais. Il est fabriqué à presque 800 exemplaires, dont les derniers sont retirés du service à la fin des années 1990.
Comme il est devenu obsolète, la Marine américaine a lancé au début des années 1990 le programme A/F-X pour le remplacer, mais le Pentagone a décidé de l'abandonner au profit d'un avion multirôle en développement, le F-35 Lightning II.

## Historique
L'Intruder est issu d'un appel d'offres émis en février 1957 par l'US Navy pour un avion d'attaque tout-temps biplace, capable d'atteindre 925 km/h, avec un rayon d'action d'au moins 480 km. Ni le nombre ni le type de moteurs (turbopropulseur / turboréacteur) n'est imposés, Grumman étudie différentes solutions avant de trancher pour un biréacteur à ailes en flèches, sans post-combustion, équipé d'un ensemble de systèmes électroniques intégrés (radars, centrale de navigation inertielle, ordinateurs de bords, etc.) baptisé DIANE (acronyme de « Digital Integrated Attack Navigation Equipment »).
Cette proposition remporte l'appel d'offres et le premier prototype fait son vol inaugural le 19 avril 1960. La mise au point du système DIANE est longue et difficile, entraînant un retard de plus d'un an sur le projet. Les vols d'essais montrent également que les aérofreins montés sur le côté du fuselage posent des problèmes de stabilité lorsqu'ils sont déployés et, après plusieurs tentatives de solutions, il est finalement décidé de monter de nouveaux aérofreins au bout des ailes. Après avoir été maintenus un certain temps, les aérofreins latéraux sont supprimés sur les nouveaux avions et rendus inopérants sur ceux déjà produits. Enfin, les tuyères orientables destinées à raccourcir la distance de décollage sont abandonnées, car peu efficaces.
L'Intruder entra en service opérationnel fin 1963 dans la US Navy, et en 1964 dans le US Marine Corps Aviation. Il fut massivement utilisé durant la guerre du Viêt Nam où un total de 84 ont été perdus entre le 14 juillet 1965 et le 24 janvier 1973, soit 58 embarqués à bord de neuf porte-avions et 26 autres appartenant aux Marines basés à terre au Sud-Vietnam à la base aérienne de Chu Lai, celle de Da Nang et la Royal Thai Air Base Nam Phong (en), en Thaïlande. 56 ont été abattus par des tirs d'artillerie anti-aérienne, 10 par des missiles sol-air, 2 par des chasseurs MiG et 16 détruits lors d'accidents.

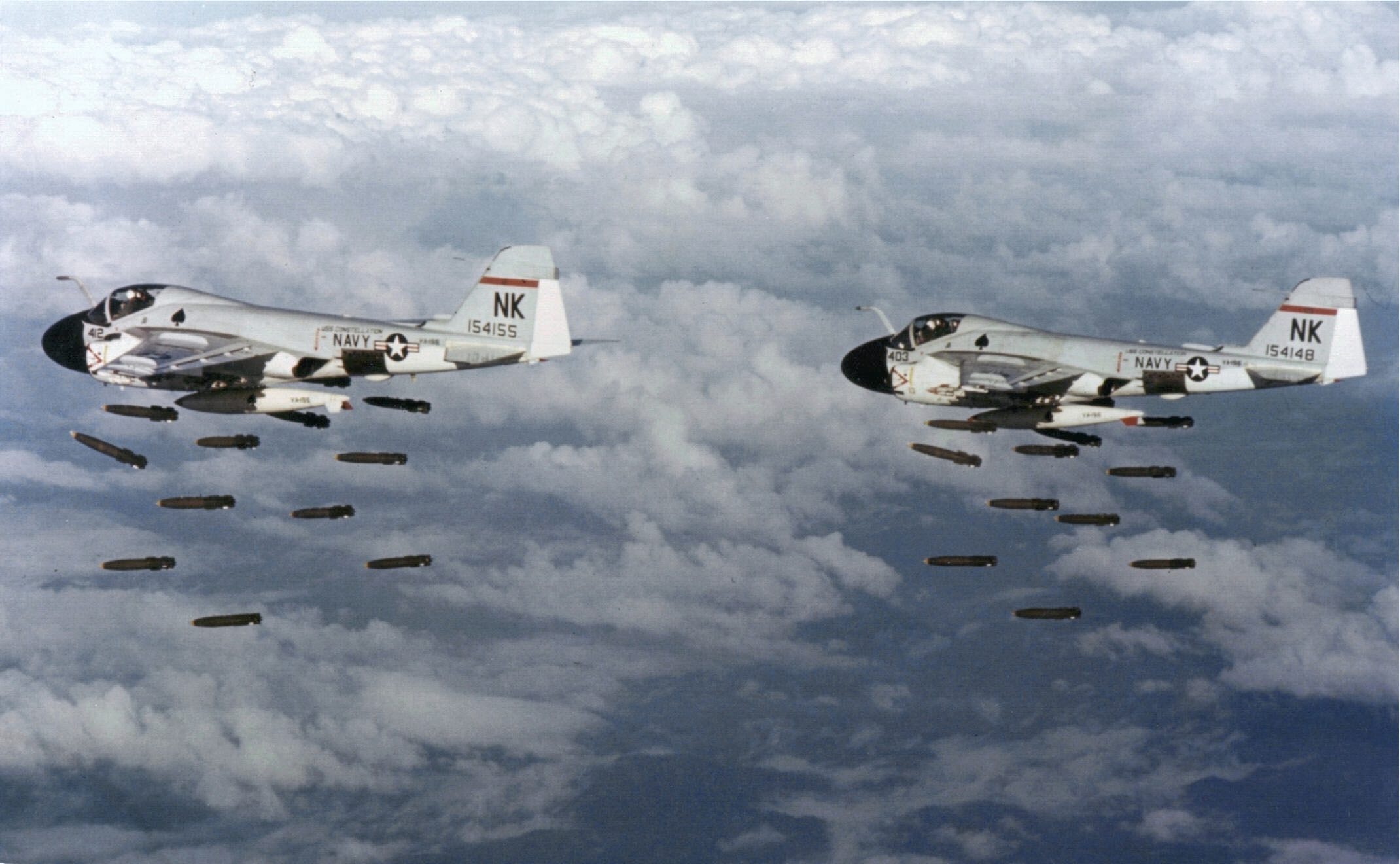
Deux A-6 du Carrier Air Wing Fourteen embarquant sur le larguant des bombes Mk 82 le 20 décembre 1968.

L'USS Constellation a perdu 11 A-6, l'USS Ranger 8, l'USS Coral Sea 6, l'USS Midway 2, l'USS Independence 4, l'USS Kitty Hawk 14, l'USS Saratoga 3, l'USS Enterprise 8 et l'USS America 2.
Le 4 décembre 1983, un A-7E Corsair II et un A-6E Intruder, ce dernier du USS John F. Kennedy  (CV-67), sont abattus par des missiles syriens au Liban. Le pilote du A-6 décédera de ses blessures et le navigateur sera capturé par les Syriens jusqu'à sa libération le 3 janvier 1984,.
Il participe également à la première guerre du Golfe où trois sont abattus. Le 18 janvier  1991,4 A-6 Intruder ont posé un champ de mines Mark-63 Quickstrikes à l'embouchure de la rivière Kwahr az-Zubayr pour empêcher l'accès des Irakiens au nord du Golfe Persique ; un avion a été perdu par des tirs au sol. C'est, en date de 2024, la dernière utilisation de mines marines par les États-Unis.
Ils ont effectué plus de 4 700 sorties de combat et frappant des cibles terrestres et navales. Ils sont la principale plate-forme de frappe de l'US Navy pour la livraison de bombes à guidage laser. La marine américaine les a exploités à partir des porte-avions USS Saratoga, USS John F.Kennedy , USS Midway, USS Ranger, USS America et USS Theodore Roosevelt, tandis que les A-6 de l'United States Marine Corps Aviation opéraient à terre, principalement depuis la base aérienne de Shaikh Isa à Bahreïn.
Près de 600 exemplaires sont construits en deux versions principales : la version initiale A-6A et la version A-6E avec une électronique améliorée. Cette dernière, appelé à l'origine Grumman A-6E TRAM (Target Recognition Attack Multi-sensor), dispose d'une tourelle équipé d'un système de désignateur laser et infrarouge pour les bombes guidés par laser. Elle effectue son premier vol le 22 mars 1974..
Des versions spécialisées ont également vu le jour, dont le KA-6D destiné au ravitaillement en vol (obtenue par modification du A-6A) et le quadriplace Grumman EA-6B Prowler de guerre électronique (170 avions supplémentaires construits).
Les exemplaires de la version A-6E subissent plusieurs modifications au cours de leur carrière, dont des améliorations de l'électronique de bord et le remplacement des ailes au début des années 1990, à la suite de problèmes de fatigue de structure. L'Intruder commence à être progressivement retiré du service au début des années 1990, ceux de l'US Marine Corps le 28 avril 1993 et, à partir de 1997, seuls les EA-6B Prowler sont utilisés jusqu'au 8 mars 2019 : la dernière formation à l'utiliser, le Marine Tactical Electronic Warfare Squadron 2 (VMAQ-2 (en)), basé à Marine Corps Air Station Cherry Point, à Havelock (Caroline du Nord) a été désactivé.
Au 14 janvier 2014, 152 d'entre eux retirés du service sont en dépôt au 309th Aerospace Maintenance and Regeneration Group (AMARG), il n'en reste plus qu'un seul au 6 avril 2019.

## Engagements
- Guerre du Viêt Nam
- Guerre du Koweït (1990-1991)

## Versions
- A-6A - Version initiale (4 prototypes et 482 exemplaires de série).
- EA-6A - Version de guerre électronique (2 prototypes, 15 exemplaires de série, 10 A-6A convertis).
- EA-6B Prowler - Version quadriplace de guerre électronique (170 construits).
- A-6B - Version spécialisée d'attaque anti-radars (19 A-6A convertis).
- A-6C - Version avec capacité nocturne améliorée (12 A-6A convertis).
- KA-6D - Version ravitailleur (78 A-6A et 12 A-6E convertis).
- A-6E - Électronique améliorée (120 construits, 240 A-6A convertis).

### Culture populaire
- Le A-6 Intruder est présent dans le film Le Vol de l'Intruder inspiré de l'un des romans de Stephen Coonts et dans l'album Requins en Mer de Chine des Aventures de Buck Danny.
- Le A-6E TRAM Intruder est également présent dans le jeu vidéo War Thunder mais aussi dans le jeu Metalstorm.